# Deep Clear
Deep Clear (Deep Clear 「Honey Bitter」 × 「こどものおもちゃ」特別番外編?, Deep Clear "Honey Bitter" × "Kodomo no Omocha" tokubetsu bangai-hen) è un breve manga, creato da Miho Obana e pubblicato in Giappone sul mensile Cookie, edito dalla Shūeisha, nel 2010 in unico volume. In Italia il manga viene pubblicato dalla Dynit nel novembre del 2019.
Si tratta di un crossover fra Il giocattolo dei bambini e Honey Bitter, entrambe opere di Miho Obana, per celebrare i vent'anni di carriera dell'autrice.

## Trama
L'attrice Sana Kurata  (la protagonista del manga Il giocattolo dei bambini), poiché deve recitare la parte d'una investigatrice, ingaggia la detective Shuri Otokawa dell'agenzia Office S, per imparare a recitare al meglio il ruolo. Nel frattempo Rei Sagami (Robbie), l'agente di Sana, indaga su uno strano caso: sospetta, infatti, che Akito Hayama (Heric) abbia un'amante, ma in seguito si scopre che quest'ultimo, visto che Sana è incinta, ha paura di perdere l'amata nel momento del parto, ancora condizionato dalla morte della madre, verso cui si sente in colpa. Alla fine nasce Sari, una bambina dai capelli rossi come la madre e gli occhi color oro come quelli del padre.